# Neomammillaria schiedeana
Neomammillaria schiedeana là một loài thực vật có hoa trong họ Cactaceae. Loài này được (Ehrenb. ex Schltdl.) Britton & Rose mô tả khoa học đầu tiên năm 1923.